# Ilyushin Il-46
L'Ilyushin Il-46 era un bombardiere con motore a reazione prodotto in URSS nel 1951-1952, a seguito di una direttiva per riprogettare l'Ilyushin Il-42.
Rispetto all'Il-42, le specifiche modificate riguardavano un aeromobile con il doppio dell'autonomia e un maggiore carico di bombe. L'ufficio di progettazione della Ilyushin iniziò a progettare due versioni dello stesso velivolo, una ad ala dritta (Il-46) e una con ala a freccia (Il-46S), cercando di condividere il maggior numero di componenti possibile tra i due aeromobili. Per rispettare le tabelle e le tempistiche in programma, Ilyushin costruì solo la versione ad ala dritta, temendo che il design, la fabbricazione e le caratteristiche di volo del velivolo ad ala a freccia potessero causare ritardi nella costruzione. I test di volo ebbero successo e l'Il-46 soddisfaceva tutti i requisiti richiesti dallo stato sovietico. La produzione non fu mai avviata perché il Tupolev Tu-88 dimostrò di avere prestazioni migliori dell'II-46 e venendo messo in produzione con il nome di Tu-16.